# بونده
بونده هي بلدية في ضاحية لير، في سكسونيا السفلى، ألمانيا. وتقع على حدود هولندا, approx. 20 كم جنوب إمدن، and 50 كم شرق خرونينغن.

## أعلام
- بيرند يورغن فيشر